# ملكة جمال الدولية 2003
ملكة جمال الدولية 2003، هي نسخة مسابقة ملكة جمال الدولية الثالثة والأربعون في تاريخ مسابقة ملكة جمال الدولية منذ انطلاقتها عام 1960، عقدت المسابقة في 8 أكتوبر 2003 في فندق راديسون مياكو في طوكيو، اليابان. شهد هذا العام تنافس خمسة وأربعون متسابقة من جميع أنحاء العالم للفوز باللقب، في نهاية الحدث توجت غويزيدر أزوا من فنزويلا من قبل حملته السابقة كريستينا صوايا اللبنانية نهاية المسابقة.

## النتائج

### المراكز النهائية
| النتائج النهائية       | المتنافسة |
| ---------------------- | --- |
| ملكة جمال الدولية 2003 | - فنزويلا - غويزيدر أزوا |
| الوصيفة الأولى         | - الهند - شونالي ناغراني |
| الوصيفة الثانية        | - فنلندا - سوفي هارتلين |
| نصف النهائي            | - بوليفيا - موريل كروز - الصين - وانغ تشان - فرنسا - إلودي كوفان - اليونان - أبوستولين زابريوديس - اليابان - سايكو ماتسومي - كوريا - شين جي سو - روسيا - تاتيانا تشيبوتاريفسكايا - تايلاند - باوينا بامرونجروت - أوكرانيا - فيرونيكا بوندارينكو |

## الروابط الخارجية
- موقع ملكة جمال الدولية الرسمي